# Åse-Glass
Åse–Glass Aktiebolag var en glasstillverkare i Trollhättan, som ingick i koncernen ECAB. Företaget startade verksamheten 1963.
Åse-Glass började i Dalsland. De hjälpte Trollhätteglass men de gjorde även glass till sig själva. I Trollhättan startade Åse-Glass efter att glassfabriken i Dalsland lagts ned.
I september 2022 begärdes företaget i konkurs.